# Tetovo
Tetovo (makedonski: Тетово, albanski: Tetovë, turski: Kalkandelen) grad je s 52 915 stanovnika na sjeverozapadu Republike Makedonije, na obalama rijeke Pene.
Sjedište je istoimene Općine Tetovo, koja ima oko 86 580 stanovnika (po popisu iz 2002.).

## Povijest
Prvi tragovi Tetova datiraju još iz antike, tada se naselje zvalo Euneum.
Nakon dolaska Slavena u ovaj kraj između 6. i 7. stoljeća, negdje oko 13. st. izgrađena je crkva Sveta Bogorodica, oko koje se počelo razvijati srednjovjekovno slavensko naselje, koje je uskoro postalo sjedište episkopata. Danas je to najstarija četvrt u Tetovu zvana Gorno Maalo izgrađena oko crkve Sveta Bogorodica. 
Uz tu prvu crkvu su uskoro izgrađene još dvije crkva sv. Petka i crkva sv. Nedela (danas su podpuno obnovljene), na drugoj obali Pene u novoj četvrti Koltuk Maalo. 
Pri kraju 14. st., Tetovo poput cijele Makedonje, podpalo je pod vlast Otomanskog carstva. 
Za vrijeme Otomanske vlasti, Tetovo je dobilo status vjerskog episkopskog središta, u njemu je bilo sjedište pravoslavne crkvene vlasti i tu su živjeli vjerski vođe.
U 15. st., Тetovo je središnje mjesto Vakufa Mehmet bega, tako se 1436., navodi da Tetovo ima puno dućana i zanatskih radnji. 
Međutim kako je broj muslimanskog stanovništva počeo rasti, što zbog preobraćenja, što zbog doseljavanja, grad se počeo islamizirati. U 15. st. su zgrađeni mnogi tipični islamski objekti, hamami (kupališta), hanovi, džamije. Velika obojena Aladža ili Šarena džamija, poznata i kao Pašina džamija, podignuta je 1459. godine. 
Tetovo je pod otomanskom upravom postao značajno trgovačko i obrtničko središte za obližnji kraj, ali i snažna vojna utvrda. Turski utjecaj je duboko promijenio Tetovo, grad je i prezvan u tursko ime Kalkandelen, da se time osnaži islamska pozicija.
U 19. st. počeo je snažnije rasti broj stanovnika u Tetovu, u kojeg su se stali spuštati seljaci iz obližnjih sela. Tako je Tetovo naraslo na 4500 stanovnika kad ga je posjetio francuski putnik i geolog Ami Bouéa.
Nakon Prvog svjetskog rata, po provedenom popisu stanovnika iz 1921. godine, Tetovo je imalo 15 119 stanovnika. Od njih su 7120 bili Bugari, 6432 Turci, 1296 Albanci i 271 ostali (Srbi, Vlasi, Romi ). Tadašnji grad je imao 3214 kuća s 3287 domaćinstava.

## Porijeklo imena
Po jednoj od legendi grad je dobio ime po junaku Teto, koji je očistio kraj od zmija. Po drugoj pak legendi ime Tetovo došlo je od staroslavenske riječi хътѢти (Hteti- htjeti, željeti), odnosno хътѣтово (Htetovo-željeno mjesto), vremenom se riječ H izgubila u makedonskom izgovoru poput slučaja s riječi hleb – leb.
Tursko ime grada Kalkandelen, dolazi od riječi Kalkan, vrste drvenog crijepa kojim su se u ovom kraju pokrivali krovovi kuća u prošlosti.

## Zemljopisne odlike
Tetovo se smjestilo na padinama Šar-planine u donjem dijelu Pološke kotline. Tetovo leži na 450 – 500 m nadmorske visine, tako da ima umjerenu kontinentalnu temperaturu od prosječnih 11,6 °C na godinu.
Pored grada nalazi se Šar-planina, koja pruža velike mogućnosti za planinarenje, tu se nalazi i poznati zimski skijališni centar Popova šapka.

## Kultura i obrazovanje
Tetovo je grad u kojem se održava tradicionalni Festival Makedonskih zborova. U Tetovu djeluje jedno albansko amatersko kulturno-umjetničko društvo, tri makedonska i jedno tursko.
U Tetovu djeluje 30 osnovnih škola, 5 srednjih te 2 sveučilišta; državno Sveučilište Tetovo (na albanskom i makedonskom) i od 2002. godine privatno Sveučilište jugoistočne Europe (South East European University). 
Državno Sveučilište Tetovo ima 11 fakulteta, 1 institut i dvije pridružene institucije i oko 12 000 studenata. Sveučilište jugoistočne Europe ima 2 fakulteta i 2 više škole.

### Gradske znamenitosti
- Aladža ili Šarena džamija nalazi se pored rijeke Pene u starom dijelu grada, podignuta je 1495. godine, a iz temelja obnovljena 1833. godine od strane tadašnjeg vladara u gradu Redžep Paše i njegovog sina Abdurahman Paše.
- Lešočki manastir s crkvom Blažene Djevice i kasnijom crkvom sv. Atanasija nalazi se 8 km od centra grada, pored sela Gorno Lešok. Crkva Blažene Djevice, izgrađena je 1326., izvrstan je primjer bizantske arhitekture. Crkva ima tri sloja fresaka, najstariji je iz vremena gradnje, srednji je dodan oko 17. stoljeća, a posljednji gornji sloj napravljen je 1879. godine. Crkva Sv. Atanazija izgrađena je 1924. godine, uz već postojeću crkvu Blažene Djevice. U manastirskom dvorištu nalazi se grob slavenskog prosvjetitelja Kirila Pejčinovića. Njemu u čast u manastiru se održavaju tradicionalni Međunarodni susreti književnih prevodilaca.
- Tekija Arabati Baba – Ovaj kompleks vjerskih zgrada (tekija) nalazi se izvan Tetova na cesti za Gostivar. Ova tekiju derviša Arabati Babe ili Sersem Ali Dede podignuli su u razdoblju od druge polovice 18. st. do 19. st. Redžep Paša i njegov sin Abdurahman Paša oko groba derviša – Sersem Ali Dede.
- Huršide amam (hamam – turska kupelj) – izgradio je Mehmed beg u 15. st. Danas je umjetnička galerija.
- Star most preko rijeke Pene (16. st.)
- Тetovsko Kale – Turska utvrda na vrhu brda Baltele koja dominira nad Tetovom, izgradio ju je 1820. Abdurahman Paša. Danas u ruševnom stanju, ali se sprema njegova temeljna restauracija.

### Šport
Prvi nogometni klub iz Tetova bio je Ljuboten osnovan 1919. Danas Tetovo ima dva prvoligaša; FK Shkendija 79 i FK Renova, te dva drugoligaška kluba; FK Teteks i FK Drita. 
U Tetovu je popularan i rukomet, te ima dvije muške momčadi koji igraju u nacionalnoj ligi; Shkëndija i Liria, te dvije ženske Studenti i Bami Kor-Medika.

## Gospodarstvo
Do 1990-ih veliki tekstilni kombinat Teteks bio je gotovo istoznačnica za grad Tetovo, u gradu je gotovo sve ovisilo o Teteksu, od nogometa do kulture. 
Teteks je podizan od 1951. – 1968. i imao je 4 različata proizvodna pogona (tvornicu prediva i vunica, tvornicu tkanine i deka, konfekciju i trikotažu), te preko 50 trgovina po cijeloj tadašnjoj Jugoslaviji. 
Današnji Teteks nije više toliko snažan, zbog gubitka tržišta i ostalih tranzicijskih problema. 
U današnjem Tetovu ima puno novonastalih malih poduzeća koja se bave vrlo različitom proizvodnjom; od plastike, prerade drva, proizvodnjom građevinskih materijala do obrade metala.
Puno se očekuje od izgradnje europskog prometnog pravca E8 Drač – Sofija – Istanbul, koji treba proći kroz Tetovo.

## Poznate osobe i grupe iz Tetova
- Kiril Pejčinović (1771. – 1845.), jedan od prvih pisaca i prosvjetitelj
- Branko Gapo (*1923.), makedonski kazališni, tv i filmski redatelj
- Тodor Skalovski (1909. – 2004.) – makedonski skladatelj i dirigent
- Boško Đurovski (*1961.) – nekadašnji nogometaš, igrač Crvene zvezde, reprezentacije Jugoslavije i Makedonije
- Akif paša Rešad (1863. – 1920.), turski ministar, veliki vezir i pjesnik
- Abdurahman Paša, vladar u Tetovu (19. st.)
- Elita 5, albanski pop-rock sastav
- Blerim Džemaili, švicarski nogometaš iz Bolton Wanderersa

- Lina Gjorčeska, tenisačica

## Stanovništvo
Po popisu stanovništa Tetovo je imalo 52 915 stanovnika, a njihov sastav bio je sljedeći:
- Albanci – 28 897
- Makedonci – 18 555
- Romi – 2352
- Turci – 1878
- Srbi – 587
- Bošnjaci – 156
- ostali – 490

## Vanjske poveznice
- Tetovo na stranicama gavro.com  Arhivirana inačica izvorne stranice od 20. travnja 2010. (Wayback Machine)
- Vratnica nalazište pored Tetova  Arhivirana inačica izvorne stranice od 1. siječnja 2006. (Wayback Machine)